# Rhamphomyia dombai
Rhamphomyia dombai är en tvåvingeart som beskrevs av Bartak 1983. Rhamphomyia dombai ingår i släktet Rhamphomyia och familjen dansflugor. Inga underarter finns listade i Catalogue of Life.